# 拉乌尔·德布瓦涅
拉乌尔·德布瓦涅（法語：Raoul de Boigne，1862年12月25日—1949年5月19日），法国男子射击运动员。他曾代表法国参加1908年和1912年夏季奥林匹克运动会射击比赛，其中1908年奥运会获得一枚铜牌。